# Echinorhiniformes
Echinorhiniformes – wyróżniany przez część ichtiologów (Carvalho, 1996; Shirai, 1996; Nelson, 2006) monotypowy rząd drapieżnych, morskich ryb chrzęstnoszkieletowych (Chondrichthyes) z nadrzędu Squalomorphi. Obejmuje rodzinę:
- Echinorhinidae Gill, 1872

przez innych (Compagno, 1999, Eschmeyer, online) klasyfikowaną w obrębie koleniokształtnych.
Opisano również rodziny wymarłe:
- Pseudoechinorhinidae Herman & van Waes, 2014
- Orthechinorhinidae Herman & van Waes, 2014